# فيليب أوستين
فيليب أوستين (بالإنجليزية: Philip Austin)‏ هو لاعب كرة القدم الغالية بريطاني، ولد في 18 ديسمبر 1986.